# Bruce Almighty
Bruce Almighty (titulada Como Dios en España y Todopoderoso en Hispanoamérica) es una película estadounidense de comedia fantástica con tema religioso del año 2003 dirigida por Tom Shadyac, escrita por Steve Koren, Mark O'Keefe y Steve Oedekerk.
Protagonizada por Jim Carrey, Morgan Freeman y Jennifer Aniston, es la tercera colaboración entre Carrey y Shadyac, después de Ace Ventura y Liar Liar. Su secuela Evan Almighty, protagonizada por Steve Carell y nuevamente por Freeman, fue estrenada en 2007.

## Argumento
La trama principal gira en torno a Bruce Nolan (Jim Carrey) un reportero de un noticiero local de la ciudad de Buffalo insatisfecho con su trabajo, ya que quiere convertirse en el presentador de las noticias. Cuando le niegan el trabajo en favor de su rival Evan Baxter (Steve Carell), Bruce se enfurece durante un reportaje en directo desde las Cataratas del Niágara, haciendo que sea despedido. Después de sufrir varios percances a lo largo del día, Bruce protesta ante Dios, echándole la culpa de su mala suerte y diciendo que Dios es el que debería ser despedido.
A la mañana siguiente, Bruce recibe un mensaje en su busca, que lo lleva a un misterioso almacén donde se encuentra cara a cara con Dios (Morgan Freeman), quien otorga a Bruce todos sus poderes para que pruebe si es capaz de hacer mejor trabajo que el mismo Dios. Además de ello, Dios le menciona a Bruce que ahora que tiene todos sus poderes, este puede usarlos como el quiera, sin embargo Dios también le advierte que solo tiene dos reglas importantes para él: la primera es que no puede decirle a nadie que tiene los poderes de Dios, ya que según este último no es nada agradable ser el centro de atención del mundo y la segunda es que no puede usarlos para alterar el libre albedrío. Al principio, Bruce abusa de sus poderes, utilizándolos solo para su propio beneficio, como recuperar su trabajo, conseguir noticias exclusivas y ridiculizar a Evan en directo para quedarse con su puesto de presentador.
Esa noche, Bruce lleva a su novia, Grace (Jennifer Aniston), a cenar en el restaurante en el que le pidió que fueran novios. Ella espera que Bruce le proponga matrimonio, pero él ignora eso y solo la lleva para celebrar su ascenso. Mientras, Bruce empieza a oír cada vez más voces en su cabeza, que al principio no puede entender. Al encontrarse de nuevo con Dios en la cima del Everest, este le explica que las voces que escucha son oraciones dirigidas a Dios y ahora Bruce debe responderlas. Dios también hace que Bruce se dé cuenta de que ha estado usando sus poderes para su propio beneficio en lugar de ayudar a los demás. Con tal de callar las voces de las constantes plegarias, Bruce pide que las mismas se acomoden en archiveros, lo que en un principio si consigue callar las voces, pero como son demasiados archiveros con miles de plegarias en todo el apartamento, este considera que su novia Grace lo notara, así que como segunda opción, Bruce pide que las mismas se acomoden en post-it, lo que provoca que los archiveros se retiren y el apartamento se empieza a llenar de muchas Post-its por todos lados, pero viendo que al igual que los archiveros fue una terrible idea, Bruce decide crear un sistema de correo electrónico para recibir de forma más segura las plegarias y así poder contestar las plegarias sin que Grace lo note, pero como el número interminable de plegarias (a pesar de que sólo proceden de una pequeña zona de Buffalo) acaba por cansarle la paciencia, este programa el sistema para contestar automáticamente "SÍ" a todas las oraciones.
En una fiesta para celebrar su ascenso, Bruce intenta invitar a Grace; quien va de mala gana y exhausta. Mientras, Susan agarra a Bruce y lo besa. Grace, al llegar y presenciarlo, se enfurece y abandona a Bruce. Él intenta que ella lo perdone, pero como le había advertido Dios previamente, Bruce no puede alterar el libre albedrío y no consigue nada.
Cuando Bruce hace su debut como presentador, la ciudad queda sumida en el caos debido a sus acciones: hay gente que cree que el Apocalipsis está cerca debido a la caída de un meteorito, y un gran número de ciudadanos está provocando disturbios al descubrir que todos los que habían rezado por ganar la lotería lo han conseguido, haciendo que el premio tenga que repartirse y todos ganen sólo unos pocos dólares. Bruce vuelve a encontrarse con Dios, que le explica que él no puede resolver todos los problemas, y que trate de resolverlos por sí mismo. Bruce empieza entonces a ayudar a la gente y a responder las oraciones lo mejor que puede. También renuncia al trabajo de presentador y se lo devuelve a Evan. Mientras intenta adiestrar a su perro para que orine en la calle y no en la casa, Bruce recibe la visita de Debbie (Lisa Ann Walter), la hermana de Grace, que viene a recoger sus pertenencias. Debbie le dice a Bruce que Grace siempre reza por él.
Bruce busca en su correo electrónico las oraciones de Grace, y comprueba que la gran mayoría son sobre él. En ese instante llega otra, pero a diferencia de las anteriores en esta pide olvidarse de él, ya que ella todavía sigue amándolo, pero no quiere seguir sufriendo y ser libre. Caminando bajo la lluvia y totalmente en el remordimiento por lo que vio, Bruce finalmente se arrodilla y se rinde pidiendo a Dios que sea él quien dirija su vida, pero sin que este se de cuenta, se había arrodillado en medio de la carretera y termina siendo atropellado por un camión, aparentemente muriendo en el acto. En el Cielo, Dios le pregunta qué es lo que realmente desea y Bruce sólo pide que Grace encuentre a alguien que la haga feliz y que la trate con todo el respeto que ella merecía de él. Pero en su defecto Dios, decide darle otra oportunidad para que pueda vivir otra vez y envía a Bruce de vuelta a la Tierra y este se despierta en el hospital, donde poco después recibe la visita de su exnovia, Grace, y ambos logran disculparse por sus acciones pasadas y hacen las paces. 
Días después, Bruce, trabajando de nuevo como reportero pero ahora feliz con su trabajo y ya comprometido con Grace, realiza un reportaje sobre la donación de sangre y la última escena muestra que un vagabundo que aparece varias veces a lo largo de la película es en realidad el mismo Dios.

## Elenco
- Jim Carrey como Bruce Nolan.
- Morgan Freeman como Dios.
- Jennifer Aniston como Grace Connelly.
- Philip Baker Hall como Jack Baylor.
- Steven Carell como Evan Baxter.
- Catherine Bell como Susan Ortega.
- Lisa Ann Walter como Debbie Connelly.
- Nora Dunn como Ally Loman.
- Eddie Jemison como Bobby.
- Paul Satterfield como Dallas Coleman.
- Mark Kiely como Fred Donohue.
- Sally Kirkland como Anita .
- Tony Bennett como Él mismo.
- Juan Valdez como Él mismo.
- John Murphy como Él mismo.
- Timothy DiPri como Camarógrafo de Bruce #1.
- Brian Tahash como Camarógrafo de Bruce #2.
- Lou Felder como Pete Fineman.
- Lillian Adams como Mama Kowolski.
- Christopher Darga como Vol Kowolski.
- Madeline Lovejoy como Zoe.
- Dan Desmond como Bill (Ferry Owner).
- Selma Stern como Irene Dansfield.
- Noel Guglielmi como Hector.

## Banda sonora
- "Rockafeller Skank" (Fatboy Slim)
- "God Gave Me Everything" (Mick Jagger)
- "You're a God" (Vertical Horizon)
- "God-Shaped Hole" (Tiffany Arbuckle)
- "The Power" (Snap!)
- "A Little Less Conversation" (Elvis Presley)
- "I'm with You" (Avril Lavigne)
- "Chariots of Fire" (Vangelis)
- "That's the Way (I like It)" (Harry Wayne Casey, Richard Finch)
- "Where Could I Go" (Elvis Presley)
- "Sound Off (Duckworth Chant)" (Willie Duckworth, Bernard Lentz)
- "One of Us" (Joan Osborne)
- "Never, Never Gonna Give Ya Up" (Barry White)
- "Outtathaway" (The Vines)
- "If I Ruled the World" (Tony Bennett)
- "Don't Know Much" (Linda Ronstadt, Aaron Neville)
- "Atomic Dog" (George Clinton, Garry M. Shider, David L. Spradley)
- "The Candy Man" (Leslie Bricusse, Anthony Newley)
- "Oompa-Loompa Doompadee-Doo" (Leslie Bricusse, Anthony Newley)
- "Japanese Garden" (Andy Dorfman)
- "Ready for a Miracle" (Patti LaBelle)

## Recepción
El sitio web Rotten Tomatoes le da un 48 % de aprobación con una calificación de 5.7/10; de una suma de 184 reseñas opinando que: "Carrey es hilarante en las escenas cómicas, pero la película se estancó en lo dulce". Mientras que el sitio IMDb le da una calificación de 6.7 
sobre 10.

## Secuelas
En 2007 se estrenó una secuela titulada Evan Almighty, protagonizada por el personaje de Evan, interpretado por Steve Carell. De la película original, solo Morgan Freeman repitió su papel de Dios, y Catherine Bell vuelve a interpretar a Susan Ortega en un cameo al principio de la película.
En enero de 2013 se anunció que se podría estar planeando una nueva secuela de nuevo protagonizada por Jim Carrey, que podría contar con los mismos guionistas de Yes Man.